# Động đất ngoài khơi Sanriku 1994
Động đất ngoài khơi Sanriku 1994 (三陸はるか沖地震 Sanriku Haruka Okijishin) là trận động đất xảy ra vào lúc 21:19 (JST), ngày 28 tháng 12 năm 1994. Trận động đất có cường độ 7.6 richter, tâm chấn độ sâu khoảng 33 km. Một cơn sóng thần cao 55 cm được ghi nhận tại Miyako, Iwate. Hậu quả trận động đất đã làm 3 người chết, 788 người bị thương.